# Donkey Kong Jr.
Donkey Kong Jr. (яп. ドンキーコングJR. Донки: Конгу Дзюниа, «Донки Конг-младший») — аркадная игра, выпущенная Nintendo в 1982 году. Главный герой игры — Донки Конг-младший — должен спасти своего отца Донки Конга от Марио, который будет всячески препятствовать ему. На каждом уровне игроку предстоит провести Донки Конга-младшего на самый верх и спасти отца. Чтобы туда забраться, нужно цепляться за лианы и верёвки и карабкаться вверх. Во время прохождения уровня нужно собирать фрукты, дающие бонусы, и избегать противников. По своей сути, это игра Donkey Kong наоборот.

## Уровни

### Первый уровень
Этот уровень находится в джунглях. Здесь множество лиан, по которым несложно добраться до верха. Внизу уровня протекает вода, от попадания в которую Донки Конг-младший умирает. Небольшую опасность представляют snapjaws (быстрая челюсть), запускаемые Марио. Как только Донки Конг-младший заберётся наверх, Марио унесёт клетку с Донки Конгом-старшим на следующий уровень.

### Второй уровень
Этот уровень, как и предыдущий, находится в джунглях, но уже выше уровня моря, так что воды снизу уже нет. Лианы меняют своё расположение, что делает уровень сложнее. Появляются новые противники — птицы. Как только главный герой забирается наверх, Марио опять забирает клетку с собой на следующий уровень.

### Третий уровень
Третий уровень располагается на фабрике. Лианы меняются на верёвки и появляются новые противники: электрические шары. Наилучший способ пройти их — это перепрыгнуть. Донки Конг-младший забирается наверх, и Марио в последний раз переходит, забрав с собой клетку, на следующий уровень.

### Четвёртый уровень
Последний уровень. Он полностью состоит из верёвок, двигаясь по которым, нужно собрать все ключи. После этого клетка с Донки Конгом будет открыта. Освободившись, Донки Конг-старший пинает Марио и, воссоединившись со своим сыном, идёт домой.
По прохождении игры можно начать её заново на более сложном уровне.

## Персонажи
- Донки Конг — отец Донки Конга- младшего. Он попадает в плен к Марио.
- Донки Конг-младший — главный герой игры, спасает своего отца из заточения.
- Марио — главный противник, похититель Донки Конга.

## Рекорды
Наиболее известные рекорды:
| Имя           | Дата            | Очки      |
| ------------- | --------------- | --------- |
| Билли Митчелл | 19 марта 1983   | 957,300   |
| Айк Холл      | 10 августа 2008 | 1,033,000 |
| Стив Виебе    | 24 апреля 2009  | 1,139,800 |
| Марк Кьель    | 3 сентября 1984 | 1,147,800 |
| Стив Виебе    | 16 февраля 2010 | 1,190,400 |